# Geranomyia poliophara
Geranomyia poliophara är en tvåvingeart som beskrevs av Alexander 1927. Geranomyia poliophara ingår i släktet Geranomyia och familjen småharkrankar. Inga underarter finns listade i Catalogue of Life.